# Железница
Железница је назив за саобраћајни систем где се возила крећу по стално постављеној металној подлози - челичним шинама. Две шине заједно чине колосек. За разлику од друмског превоза, где се возила крећу по припремљеној равној површини, шинска возила су вођена колосецима којима се крећу. Шине се обично састоје од челичних шина, уграђених на прагове постављене у туцаник, на којима се креће возни парк, обично опремљен металним точковима.

## Историја
Историја железничког саобраћаја почела је у праисторијским временима.

### Древни системи
Докази указују на то да је Диолкос поплочана стаза била дуга 6 до 8,5 km, која је превозила чамце преко Коринтске превлаке у Грчкој од око 600. године п. н. е. Возила која су вукли људи и животиње кретала су се у жљебовима у кречњаку, који је обезбедио елемент колосека, спречавајући вагоне да напусте предвиђену трасу. Диолкос је био у употреби преко 650 година, најмање до 1. века нове ере. Поплочане стазе су такође касније изграђене у римском Египту.

## Железничка возила
Возна средства у систему железничког транспорта углавном наилазе на мањи отпор трења у односу на друмска возила са гуменим точковима, те се путнички и теретни вагони могу спајати у дуже возове.  Погон за кретање обезбеђују локомотиве, које или црпе електричну енергију из система за електрификацију железнице или производе сопствену снагу, обично дизел моторима или, историјски гледано, парним машинама. Већину колосека прати систем сигнализације.

## Железнички саобраћај
Железнички саобраћај је врста транспорта где се превоз робе или путника врши вагонима који се крећу по прузи уз локомотивску вучу. Превоз на јавним пругама организује железничко предузеће, које обезбеђује превоз између железничких станица или корисника из привреде. Железнице су сигуран систем копненог превоза у поређењу са другим облицима превоза. Железнички превоз је способан за остваривање високог нивоа путничког и теретног искоришћења и енергетске ефикасности, али је често мање флексибилан и капитално интензивнији од друмског превоза, када се разматрају нижи нивои саобраћаја.

### Основне карактеристике железничког саобраћаја
Основне карактеристике железничког саобраћаја су:
Позитивне
- висока пропусна и превозна способност
- превоз независно од климатских услова
- непосредна веза магистралних и пратећих колосека
- масовност превоза

Негативне
- ограничен маневар
- велика почетна улагања[8]

## Развој железница
Први вагончићи на пругама употребљавали су се још у 16. веку у Немачкој и Енглеској за превоз ископане руде. Вагончиће су вукли коњи. У градовима коњи су вукли вагоне железницом и тако превозили нижу класу.
Енглески инжењер Џорџ Стивенсон изумео је прву парну локомотиву. Могла је брзином пешака вући неколико рудничких вагона. Градњом удобнијих вагона, почео је теретни и путнички развој железница.
Прва јавна железничка веза успостављена је 1825. између енглеских градова Стоктона и Дарлингтона.
После споре парне железнице настале су дизелске, па модерне електричне железнице.
Железница се састоји од инфраструктуре (шине), локомотиве, вагони (путнички и или теретни) и других помоћних објеката.